# سعيد بن عثمان بن عفان
سعيد بن عثمان بن عفان الأموي القرشي ، ولي خراسان لمعاوية بن أبي سفيان عام 57 هـ، تابعي جليل وقائد مسلم، وهو ابن الخليفة عثمان.
أُمه هيّ فاطمة بنت الوليد بن عبد شمس بن عبد الله بن عمر بن مخزوم المخزومية القرشية. مولده ووفاته في المدينة.

## حياته
شارك في وقعة الجمل مع السيدة عائشة بنت أبي بكر - رضى الله عنهما، وكان أهل المدينة عبيدهم ونساؤهم يقولون:
والله لا ينالها يزيدُ حتى ينالَ هامَه الحديدُ إن الأمير بعدَهُ سعيدُ
يعنون لا ينال يزيد الخلافة، والأمير بعد معاوية هو سعيد بن عثمان، فقدم سعيد على معاوية فقال: يا ابن أخي ما شيء يقوله أهل المدينة ؟قال: وما يقولون؟ قال: قولهم: والله لاينالها يزيد..الخ. ! قال: ما تنكر من ذلك يا معاوية؟ ! والله إن أبي لخير من أبي يزيد، ولأمي خير خير من أم يزيد، ولأنا خير منه، وقد استعملناك فما عزلناك بعد، ووصلناك فما قطعناك، ثم صار في يديك ما قد ترى فحلأتنا عنه أجمع !
فقال له معاوية: يا بُنَيَّ أما قولك إن أبي خير من أبي يزيد فقد صدقت، عثمان خير من معاوية . وأما قولك أمي خير من أم يزيد فقد صدقت، امرأة من قريش خير من امرأة من كلب، ولَحَسْبُ امرأة أن تكون من صالح نساء قومها . وأما قولك إني خير من يزيد فوالله ما يسرني أن حبلاً بيني وبين العراق ثم نُظم لي فيه أمثالك به ! ثم قال معاوية لسعيد بن عثمان: إلحق بزياد بن أبيه فإني قد أمرته أن يوليك خراسان، وكتب إلى زياد أن وله ثغر خراسان، وابعث على الخراج رجلاً جلداً حازماً ! فقدم عليه فولاه وتوجه سعيد إلى خراسان على ثغرها وبعث زياد أسلم بن زرعة الكلابي معه على الخراج !
وأورد ابن عساكر رواية جاء فيها: (فوالله ما يسرني أن الغوطة ملئت رجالاً مثلك ! فقال يزيد بن معاوية: يا أمير المؤمنين إنه ابن من تعرف وحقه الحق الواجب الذي لايدفع، فانظر له وتعطف عليه وولِّهْ ! ) ، وكانوا يسمونه (شيطان قريش ولسانها )! فقد جاء مطالباً بولاية العهد، ثم أمره معاوية وكتب إلى زياد أن ولِّه ثغر خراسان، وابعث على الخراج رجلاً جلداً حازماً.
فقال معاوية: لك خراسان . قال سعيد: وما خراسان؟ قال: إنها لك طُعْمَة وصلة رحم، فخرج راضياً، وهو يقول:
ذكرت أمير المؤمنين وفضله فقلت جزاه الله خيراً بما وصل)
وفي تاريخ دمشق قيل: فولاه حرب خراسان وولى إسحاق بن طلحة خراجها، وكان إسحاق ابن خالة معاوية، أمه أم أبان ابنة عتبة بن ربيعة ، فلما صار بالري مات إسحاق بن طلحة فولي سعيد خراج خراسان وحربها، وكان ذلك في سنة ست وخمسين على ما ذكر الطبري ) .
تجهز سعيد من البصرة فجهزه ابن زياد بسخاء ! وساعده أخوه أبو بكرة بأربع مئة ألف فتعجب سعيد من هذا السخاء !
قال ابن الأعثم (فعرض عليه أهل السجون والدُّعَّار ومن يصلح للحرب، فانتخب سعيد بن عثمان منهم أربعة آلاف رجل، كل رجل يعد برجال....وقوَّاه زياد بأربعة آلاف ألف درهم، فقبضها سعيد وفرقها في أصحابه ) .
وتوجه سعيد بجيشه وقيل في اثني عشر ألفاً وعبر نهر بلخ وحاصر مدينة بخارى أشهراً فلم يستطع فتحها ! وفي وبخارى ملكة يقال لها خيل خاتون، فأرسلت إليه فصالحته على ثلاثمئة ألف درهم، وعلى أنها تسهل له الطريق إلى سمرقند، فقبل سعيد ذلك منها وأخذ منها ما صالحته عليه وأخذ منها رهائن أيضاً عشرين غلاماً من أبناء ملوك بخارى كأن وجوههم الدنانير، ثم بعثت إليه بالهدايا ووجهت معه الأدلاء يدلونه على طريق سمرقند . فسار سعيد بن عثمان من بخارى والأدلاء بن يديه يدلونه على الطريق الذي يوصله إلى سمرقند، فنزل على سمرقند وبها يومئذ خلق كثير من السغد ).

## مع مالك بن الريب
كان مالك بن الريب شابا شجاع فاتكاً لا ينام الليل إلا متوشحاً سيفه ولكنه استغل قوته في قطع الطريق هو وثلاثة من أصدقائه، لازم شظاظ الضبي الذي قالت عنه العرب ألص من شظاظ. وفي يوم مر عليه سعيد بن عثمان بن عفان -ابن الصحابي عثمان بن عفان- وهو متوجه لإخماد فتنة في تمرّد بأرض خُرسان فأغراه بالجهاد في سبيل الله بدلاّ من قطع الطريق، فاستجاب مالك لنصح سعيد فذهب معه وأبلى بلاءً حسناً وحسنت سيرته وفي عودته بعد الغزو وبينما هم في طريق العودة إلى وادي الغضا في نجد، مرض مرضاً شديداً أو يقال أنه لسعته أفعى وهو في القيلولة فسرى السم في عروقه وأحس بالموت فقال قصيدة يرثي فيها نفسه. وصارت قصيدته تعرف ببكائية مالك بن الريب.
أبيات من القصيدة:
| سبقه عبيد الله بن زياد | ولاة خراسان | تبعه عبد الرحمن بن زياد |